# Amani Toomer
Amani Toomer (8 de setembro de 1974, Berkeley, Califórnia) é um ex-jogador de futebol americano que atuava como wide receiver na National Football League. Ele foi draftado pelo New York Giants na segunda rodada do Draft de 1996 da NFL. Ele jogou futebol americano universitário pela University of Michigan.
Toomer também jogou um pouco pelo Kansas City Chiefs. Ele ganhou um anél de Super Bowl com os Giants (XLII).